# World Rugby Sevens Series
Les World Rugby Sevens Series, conegudes oficialment com l'HSBC Sevens Rugby World Series des de la temporada 2015-16, i abans HSBC Sevens World Series des de la temporada 2009-2010, (gràcies al patrocini del grup bancari HSBC), és una sèrie anual de torneigs internacionals de rugbi seven sota el paraigües de la World Rugby i amb seleccions nacionals de rugbi a set competint entre elles. La sèrie, organitzada per primera vegada com la World Sevens Series la temporada 1999-2000, fou ideada com una forma de tenir una competició d'elit entre nacions de rugbi a 7 i desenvolupar aquesta modalitat des del punt de vista producte comercial.
Els equips competeixen pel títol Mundial de Rugbi Sevens Series mitjançant l'acumulació de punts en funció de la seva posició final en cada torneig. Nova Zelanda havia dominat originalment la sèrie, guanyant cada un dels sis primers títols des de la temporada 1999-2000 fins a la temporada 2004-05, però des de llavors, Fiji, Sud-àfrica i Samoa han aconseguit guanyar títols.
A partir de la temporada 2015-16, el circuit consta de 10 torneigs en 10 països, i visita a cinc dels sis continents. Austràlia, els Emirats Àrabs Units, Sud-àfrica, Nova Zelanda, Canadà, Estats Units, Hong Kong, Singapur, França i Anglaterra organitzen un esdeveniment. Argentina també comptava amb la possibilitat de ser seu, però la idea de moment ha estat descartada.

## Història
Nova Zelanda ha estat tradicionalment la força dominant a les World Rugby Sevens Series guant les primeres sis temporades i 11 de les primeres catorze edicions. Tanmateix, des de 2005, molts altres equips han començat a desafiar Nova Zelanda. L'altra diferència amb el Rugbi a 15, és que seleccions amb poca tradició en la versió gran d'aquest esport tenen un nivell més elevat en les World Rugby Sevens Series, com per exemple el Canadà, les Fiji (primera a guanyar el torneig més enllà de Nova Zelanda), Kenya, Portugal, Rússia, Samoa, Espanya o els Estats Units.

## Torneigs
Actualment es disputen deu tornejos
| Esdeveniment | Local                    | Ciutat        | 1a edició | Més victòries                     |
| ------------ | ------------------------ | ------------- | --------- | --------------------------------- |
| Dubai        | Estadi The Sevens        | Dubai         | 1999–2000 | Sud-àfrica (6)                    |
| Sud-àfrica   | Estadi de Ciutat del cap | Ciutat de cap | 2004–05   | Nova Zelanda (9)                  |
| Nova Zelanda | Estadi Westpac           | Wellington    | 1999–2000 | Nova Zelanda (9)                  |
| Austràlia    | Estadi Allianz           | Sydney        | 1999–2000 | Nova Zelanda (6)                  |
| EUA          | Estadi Sam Boyd          | Las Vegas     | 2004–05   | Sud-àfrica (4)                    |
| Canadà       | Estadi BC Place          | Vancouver     | 2015–16   | Nova Zelanda (1) · Anglaterra (1) |
| Hong Kong    | Estadi Hong Kong         | Hong Kong     | 1999–2000 | Fiji (6)                          |
| Singapur     | Estadi Nacional          | Singapur      | 2001–02   | Nova Zelanda (2)                  |
| França       | Stade Jean-Bouin         | París         | 1999–2000 | Nova Zelanda (2) · Sud-àfrica (2) |
| Londres      | Twickenham               | Londres       | 2000–01   | Nova Zelanda (5)                  |

### Històric de torneigs realitzats
- En Cursiva indica que fou cancel·lat

| Tournament | 99–00          | 00–01        | 01–02        | 02–03       | 03–04       | 04–05       | 05–06       | 06–07      | 07–08      | 08–09      |
| --- | -------------- | ------------ | ------------ | ----------- | ----------- | ----------- | ----------- | ---------- | ---------- | ---------- |
| Austràlia | Brisbane       | Brisbane(2)  | Brisbane     | Brisbane    |             |             |             | Adelaide   | Adelaide   | Adelaide   |
| Emirats Àrabs | Dubai          | Dubai        |              | Dubai       | Dubai       | Dubai       | Dubai       | Dubai      | Dubai      | Dubai      |
| Sud-àfrica | Stellenbosch   | Durban       | Durban       | George      | George      | George      | George      | George     | George     | George     |
| Nova Zelanda | Wellington     | Wellington   | Wellington   | New Zealand | Wellington  | Wellington  | Wellington  | Wellington | Wellington | Wellington |
| Estats Units |                |              |              |             | Los Angeles | Los Angeles | Los Angeles | San Diego  | San Diego  | San Diego  |
| Hong Kong | Hong Kong      | Hong Kong    | Hong Kong    | Hong Kong   | Hong Kong   |             | Hong Kong   | Hong Kong  | Hong Kong  | Hong Kong  |
| Anglaterra |                | Londres      | Londres      | Londres     | Londres     | Londres     | Londres     | Londres    | Londres    | Londres    |
| Canadà |                |              |              |             |             |             |             |            |            |            |
| França | París          |              |              |             | Bordeaux    | París       | París       |            |            |            |
| Singapur |                |              | Singapur     |             | Singapur    | Singapur    | Singapur    |            |            |            |
| Japó | Tòquio         | Tòquio       |              |             |             |             |             |            |            |            |
| Escòcia |                |              |              |             |             |             |             | Edinburgh  | Edinburgh  | Edinburgh  |
| Argentina | Mar del Plata  |              | Mar de Plata |             |             |             |             |            |            |            |
| Gal·les |                | Cardiff      | Cardiff      | Cardiff     |             |             |             |            |            |            |
| Xina |                | Shanghai     | Beijing      | Beijing (3) |             |             |             |            |            |            |
| Malàisia |                | Kuala Lumpur | Kuala Lumpur |             |             |             |             |            |            |            |
| Xile |                |              | Santiago     |             |             |             |             |            |            |            |
| Uruguay | Punta del Este |              |              |             |             |             |             |            |            |            |
| Fiji | Suva           |              |              |             |             |             |             |            |            |            |
| Rondes!! align=center \|10 !! align=center \|9 / 10 !! align=center \|11 !! align=center \|7 / 8 !! align=center \|8 !! align=center \|7 !! align=center \|8 !! align=center \|8 !! align=center \|8 !! align=center \|8 |                |              |              |             |             |             |             |            |            |            |

| Tournament | 09–10      | 10–11      | 11–12          | 12–13          | 13–14          | 14–15          | 15–16          |
| --- | ---------- | ---------- | -------------- | -------------- | -------------- | -------------- | -------------- |
| Australia | Adelaide   | Adelaide   | Gold Coast     | Gold Coast     | Gold Coast     | Gold Coast     | Sydney         |
| United Arab Emirates | Dubai      | Dubai      | Dubai          | Dubai          | Dubai          | Dubai          | Dubai          |
| South Africa | George     | George     | Port Elizabeth | Port Elizabeth | Port Elizabeth | Port Elizabeth | Ciutat del cap |
| New Zealand | Wellington | Wellington | Wellington     | Wellington     | Wellington     | Wellington     | Wellington     |
| USA | San Diego  | Las Vegas  | Las Vegas      | Las Vegas      | Las Vegas      | Las Vegas      | Las Vegas      |
| Hong Kong | Hong Kong  | Hong Kong  | Hong Kong      | Hong Kong      | Hong Kong      | Hong Kong      | Hong Kong      |
| England | Londres    | Londres    | Londres        | Londres        | Londres        | Londres        | Londres        |
| Canada |            |            |                |                |                |                | Vancouver      |
| France |            |            |                |                |                |                | París          |
| Singapur |            |            |                |                |                |                | Singapur       |
| Japan |            |            | Tòquio         | Tòquio         | Tòquio         | Tòquio         |                |
| Scotland | Edinburgh  | Edinburgh  | Glasgow        | Glasgow        | Glasgow        | Glasgow        |                |
| Argentina |            |            |                |                |                |                |                |
| Wales |            |            |                |                |                |                |                |
| Xina |            |            |                |                |                |                |                |
| Malàisia |            |            |                |                |                |                |                |
| Chile |            |            |                |                |                |                |                |
| Uruguai |            |            |                |                |                |                |                |
| Fiji |            |            |                |                |                |                |                |
| Rondes !! align=center \| 8 !! align=center \| 8 !! align=center \| 9 !! align=center \| 9 !! align=center \| 9 / 10 !! align=center \| 9 !! align=center \| 10 |            |            |                |                |                |                |                |

¹ El torneig de l'Argentina estava previst tot i que finalment fou cancel·lat

### Televisió i Mitjans de comunicació
Les sèries foren retransmeses en un total de 1.147 hores la temporada 2005–06, 530 de les quals en directe i retransmès a 136 països, tot això ha anat en augment fins que la temporada 2010–11, hi havia 3.657 hores de cobertura de les quals 1.161 hores en directe, arribant a 332 milions de cases a tot el món, i amb una audiència potencial de 760 milions d'espectadors.

### Patrocini
L'octubre de 2010, la World Rugby va anunciar un contracte de 5 anys amb el banc HSBC Bank Building com a primer patrocinador global de les sèries. A través de l'acord, HSBC adquiria el dret de posar nom a tots els torneigs de les sèries, començant amb el Dubai Sevens del 3 de desembre de 2010. HSBC va optar per subcontractar el patrocini dels torneigs individuals i retenint el seu patrocini en el nom de les sèries a nivell global. El contracte es va renovar la temporada 2015-16 i es va expandir a les sèries femenines.

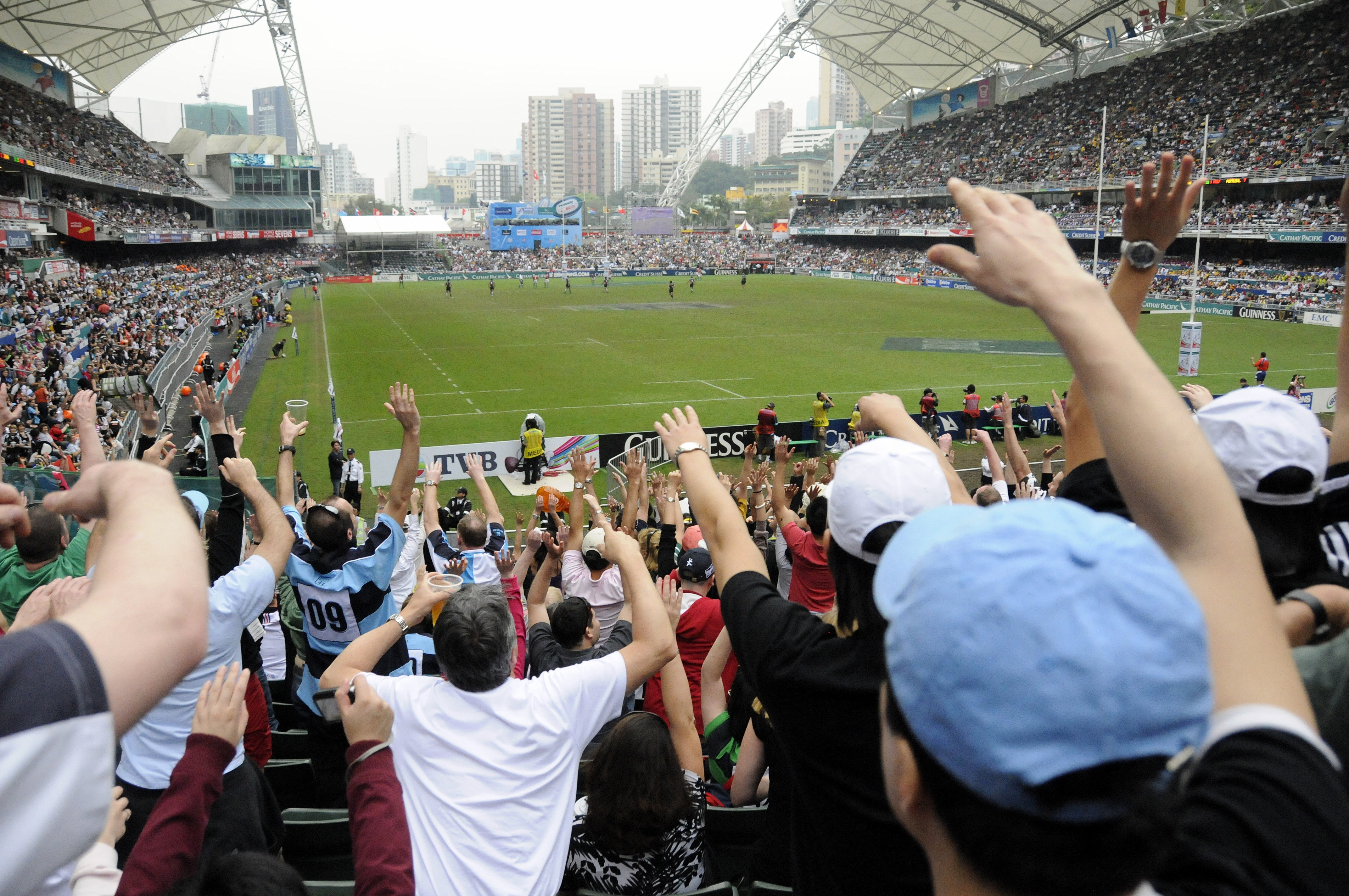
El torneig de Hong Kong Sevens de 2009.

| Torneig      | Patrocinador              |
| ------------ | ------------------------- |
| Costa d'or   | Cap patrocinador          |
| Dubai        | Emirates Airlines         |
| Sud-àfrica   | Cell C/Nelson Mandela Bay |
| Nova Zelanda | Hertz                     |
| EUA          | Cap patrocinador          |
| Hong Kong    | Cathay Pacific/HSBC       |
| Japó         | Cap patrocinador          |
| Escòcia      | Emirates Airlines         |
| Londres      | Marriott                  |

## Resultats per temporada
| Temporada | Torneigs | Campió (punts)     | Segon        | Tercer       | Quart        | Cinquè       | Sisè         | Ref    |
| --------- | -------- | ------------------ | ------------ | ------------ | ------------ | ------------ | ------------ | ------ |
| 1999–00   | 10       | Nova Zelanda (186) | Fiji         | Austràlia    | Samoa        | Sud-àfrica   | Canadà       | [ 1 ]  |
| 2000–01   | 9        | Nova Zelanda (162) | Austràlia    | Fiji         | Samoa        | Sud-àfrica   | Argentina    | [ 2 ]  |
| 2001–02   | 11       | Nova Zelanda (198) | Sud-àfrica   | Anglaterra   | Fiji         | Austràlia    | Samoa        | [ 3 ]  |
| 2002–03   | 7        | Nova Zelanda (112) | Anglaterra   | Fiji         | Sud-àfrica   | Austràlia    | Samoa        | [ 4 ]  |
| 2003–04   | 8        | Nova Zelanda (128) | Anglaterra   | Argentina    | Fiji         | Sud-àfrica   | Samoa        | [ 5 ]  |
| 2004–05   | 7        | Nova Zelanda (116) | Fiji         | Anglaterra   | Sud-àfrica   | Argentina    | Austràlia    | [ 6 ]  |
| 2005–06   | 8        | Fiji (144)         | Anglaterra   | Sud-àfrica   | Nova Zelanda | Samoa        | Argentina    | [ 7 ]  |
| 2006–07   | 8        | Nova Zelanda (130) | Fiji         | Samoa        | Sud-àfrica   | Anglaterra   | Gal·les      | [ 8 ]  |
| 2007–08   | 8        | Nova Zelanda (154) | Sud-àfrica   | Samoa        | Fiji         | Anglaterra   | Argentina    | [ 9 ]  |
| 2008–09   | 8        | Sud-àfrica (132)   | Fiji         | Anglaterra   | Nova Zelanda | Argentina    | Kenya        | [ 10 ] |
| 2009–10   | 8        | Samoa (164)        | Nova Zelanda | Austràlia    | Fiji         | Anglaterra   | Sud-àfrica   | [ 11 ] |
| 2010–11   | 8        | Nova Zelanda (166) | Sud-àfrica   | Anglaterra   | Fiji         | Samoa        | Austràlia    | [ 12 ] |
| 2011–12   | 9        | Nova Zelanda (167) | Fiji         | Anglaterra   | Samoa        | Sud-àfrica   | Austràlia    | [ 13 ] |
| 2012–13   | 9        | Nova Zelanda (173) | Sud-àfrica   | Fiji         | Samoa        | Kenya        | Anglaterra   | [ 14 ] |
| 2013–14   | 9        | Nova Zelanda (180) | Sud-àfrica   | Fiji         | Anglaterra   | Austràlia    | Canadà       | [ 15 ] |
| 2014–15   | 9        | Fiji (164)         | Sud-àfrica   | Nova Zelanda | Anglaterra   | Austràlia    | Estats Units | [ 16 ] |
| 2015-16   | 10       | Fiji (164)         | Sud-àfrica   | Nova Zelanda | Austràlia    | Argentina    | Estats Units | [ 17 ] |
| 2016-17   | 10       | Sud-àfrica (192)   | Anglaterra   | Fiji         | Nova Zelanda | Estats Units | Austràlia    | [ 18 ] |
| 2017-18   | 10       | Sud-àfrica (182)   | Fiji         | Nova Zelanda | Austràlia    | Anglaterra   | Estats Units | [ 19 ] |
| 2018-19   | 10       | Fiji (186)         | Estats Units | Nova Zelanda | Sud-àfrica   | Anglaterra   | Samoa        | [ 20 ] |
| 2019-20   | 6        | Nova Zelanda (115) | Sud-àfrica   | Fiji         | Austràlia    | Anglaterra   | França       | [ 21 ] |
| 2020-21   | 2        | Sud-àfrica (40)    | Regne Unit   | Kenya        | Canadà       | Estats Units | Irlanda      | [ 22 ] |

## Equips de nucli, promoció i descens
Els diferents equips participants en cada un dels torneigs es configuren mitjançant un grup de 15 coneguts com "equips nucli", configurat per a cada temporada en funció dels resultats de la temporada anterior i que atorga als equips que estan dins d'aquest grup la seguretat de participar en tots els torneigs que configuren les sèries. Els equips de nucli són seleccionats a través d'un sistema d'ascens i descens posat en pràctica des de 2012.
A partir de la temporada 2011-12, el nombre d'equips nucli va passar a 12, i es va ampliar a 15 per la temporada següent, la temporada 2011-12,. Els tres equips addicionals es van determinar en un torneig de classificació de 12 equips celebrada com a part de les sèries de Hong Kong, L'augment en el nombre d'equips nucli no condueixen directament a un augment en la grandària dels tornejos existents. No obstant això, dos dels esdeveniments es van ampliar perquè es van convertir en part del nou sistema d'ascensos i descensos de la IRB per als equips principals.
A la temporada 2012-13, els 12 millors equips nucli a la taula de la temporada després de la penúltima ronda de la sèrie, a Glasgow, conserven el seu estat per a la següent temporada. Els tres equips restants classificats per la temporada 2013-14, es van determinar en un procés de qualificació de dues etapes: 
La primera etapa va ser una Sèrie Mundial Classificatoria com a part dels Sevens de Hong Kong. Dos classificats de cadascuna de les sis regions de la IRB competiren. Els 12 equips se'ls va barrejar en la fase de grups, i els vuit millors equips avançaren a la ronda de quarts de final. Els guanyadors dels quatre partits de quarts van avançar a la fase final de classificació. L'etapa final de classificació, fou la part de la sèries de Londres. Els equips classificats van ser acompanyats pel guanyador de l'asiàtica Sevens Series HSBC, a més dels tres pitjors equips després del sevens d'Escòcia. El torneig de classificació es va realitzar amb una fase de grups i una fase eliminatòria, amb els dos finalistes i el guanyador del tercer lloc convertint-se en equips nucli per a la següent temporada.
La IRB va anunciar canvis significatius en el procés de per la temporada 2013-14. En un Pre-Classificatori, amb 12 equips determinats en la classificació regional, es disputa íntegrament a la Hong Kong Sevens. El campió del Classificatori rep l'estatus d'equip nucli per a la sèrie de la temporada següent. El descens és determinat al final de la London Sevens. El pitjor equip de les sèries és relegat fora de les sèries.